# Scelolyperus phoxus
Scelolyperus phoxus är en skalbaggsart som beskrevs av Wilcox 1965. Scelolyperus phoxus ingår i släktet Scelolyperus och familjen bladbaggar. Inga underarter finns listade i Catalogue of Life.